# Chad Wackerman
Chad Wackerman (Long Beach, 25 marzo 1960) è un batterista statunitense.
Sostituì Vinnie Colaiuta nel gruppo di Frank Zappa e vi suonò dal 1981 al 1988, anno dopo il quale Zappa debilitato da un tumore alla prostata smise di esibirsi dal vivo. In seguito Wackerman ha prestato la sua tecnica a musicisti come Allan Holdsworth, Andy Summers e altri.
Ha anche collaborato con altri batteristi, in particolare con Terry Bozzio, con il quale ha formato un duo, proponendo spettacoli per sola batteria che sono stati anche pubblicati in DVD video. 
È il fratello maggiore di Brooks Wackerman, batterista degli Avenged Sevenfold.